# Scheiber Ernő
Scheiber Ernő (Brassó, 1950. február 3. –) erdélyi magyar matematikus, egyetemi tanár.

## Életpályája
1987-ben matematikai analízisből doktorált Kolozsváron a Babeș–Bolyai Tudományegyetemen.
A brassói Transilvania Egyetem matematika és informatika tanszékén egyetemi tanár.

## Munkássága
Fő kutatási területe a numerikus analízis és a számítástehnika körébe tartozik. Scheiber Ernest néven publikál.

### Válogatott cikkei
- Scheiber, Ernest: Parallel-distributed programming tool for the Linda programming model. in: Simian, Dana (ed.), Modelling and development of intelligent systems. Proceedings of the first international conference, Sibiu, Romania, October 22–25, 2009. Sibiu: Lucian Blaga University Press. 203–210 (2009).
- Scheiber, Ernest;  Lupu, Mircea: On the solution of some maximization problems based on a Jensen inequality. Demonstr. Math. 37, No. 3, 719–726 (2004).
- Scheiber, Ernest: On the convergence of a method for solving two point boundary value problems by optimal control.  Rev. Anal. Numér. Théor. Approx.  31, No. 2, 217–227 (2002).
- Lupu, Mircea; Postelnicu, Adrian; Scheiber, Ernest: Analytical method for maximal drag airfoils optimization in cavity flows.  An. Univ. Bucur., Mat.  50, No. 1-2, 123–140 (2001).
- Lupu, Mircea; Scheiber, Ernest: Analytical method for airfoils optimization in the case of nonlinear problems in jet aerodynamics.  Math. Rep., Bucur.  3(53), No. 1, 33–43 (2001).
- Breckner W. Wolfgang, Scheiber Ernest: A Hahn-Banach type extension theorem for linear mapping into ordered modules.  Mathematica, 19(42), 1977, n0.1, 13–27.
- Scheiber Ernest: On the convergence of a method of integrating Cauchy's problems. Studia Univ. Babeş-Bolyai Cluj, Math., 31, 1986,  no. 2, 38–43.
- Scheiber Ernest: On the parallel version of the successive approximation method for quasilinear boundary  value problems. J. Computational and Applied Mathematics, 2, 1996, 335–343.